# Seeger Lederwaren
Seeger Lederwaren wurde 1889 in Offenbach am Main von Karl Seeger gegründet. Die hochwertigen Lederwaren der Firma wurden weltweit vertrieben und erhielten wegen ihrer hohen Qualität internationale Auszeichnungen.

## Geschichte
Am 11. November 1889 gründete der Sattler Karl Seeger in der Offenbacher Geleitsstraße eine Werkstatt für Reisetaschen, welche zunächst vor allem im benachbarten Frankfurt verkauft wurden. Durch steigende Nachfrage expandierte der Handwerksbetrieb und bezog sieben Jahre später ein neues Firmengelände in der Offenbacher Kaiserstraße, gegenüber dem Firmensitz des Konkurrenten Goldpfeil. 1905 stieg Friedrich Emmerling zunächst als Teilhaber, später als Alleininhaber in die Firma ein. Er beauftragte Ludwig Enders mit der Gestaltung von Produkten der Firma. 1923 starb der Gründer Karl Seeger. 1930 holte Emmerling seinen Schwiegersohn Fritz Johl in die Firma. Auf den Weltausstellungen von 1937 in Paris und 1958 in Brüssel wurden Produkte der Firma Seeger mit Goldmedaillen ausgezeichnet. Die Söhne von Fritz Johl, Fred und Armin Johl, übernahmen die Firma 1971 und verlegten den Firmensitz in den Offenbacher Stadtteil Bieber-Waldhof. 
Seeger belieferte Fachgeschäfte mit luxuriösen Lederwaren in aller Welt. 1992 wurde das Familienunternehmen von den Eigentümern an Montblanc in Hamburg verkauft und der Markenname in Montblanc Leather GmbH geändert. Montblanc nahm kurze Zeit später den Markennamen Seeger vom Markt, die Produktion verblieb jedoch weitere 17 Jahre in Offenbach. Die Produktion wurde auf gespaltenes Rindsleder umgestellt, was billiger war als das traditionell von Seeger verwendete Leder.
Am 10. März 2009 kündigte Montblanc an, die Produktionsstätte in Offenbach zum Jahresende stillzulegen und die Fertigung nach Florenz zu verlegen. Zu der Stilllegung kam es jedoch nicht: Im Juni 2009 übernahm eine Lübecker Beteiligungsgesellschaft die Montblanc Leather GmbH und erwarb von Montblanc die Rechte der Marke „Karl Seeger“. Unter dem alten Namen „Karl Seeger Lederwarenmanufaktur GmbH“ wurde der Betrieb weitergeführt und erneut Produkte in alter Qualität gefertigt.
Am 30. September 2010 wurde ein Insolvenzverfahren eröffnet und das Unternehmen im Dezember 2010 an eine neugegründete Karl Seegers AG veräußert. Diese stellte jedoch April 2011 die Betriebstätigkeit ein. Rechteinhaber des Markennamens ist seit 2012 die SEEGER Lederwaren International Ltd. in Hongkong.

## Produkte
Seeger Lederwaren sind weltweit als Luxuswaren bekannt. Für den Dirigenten Leonard Bernstein lieferte Seeger einen Spezialkoffer, welcher 24 Taktstöcke aufnehmen konnte. Für Papst Paul VI. fertigte das Unternehmen einen Koffer aus weißem Leder mit Lederfutter und aufgeprägtem Wappen.